# Zagora (Thessalien)

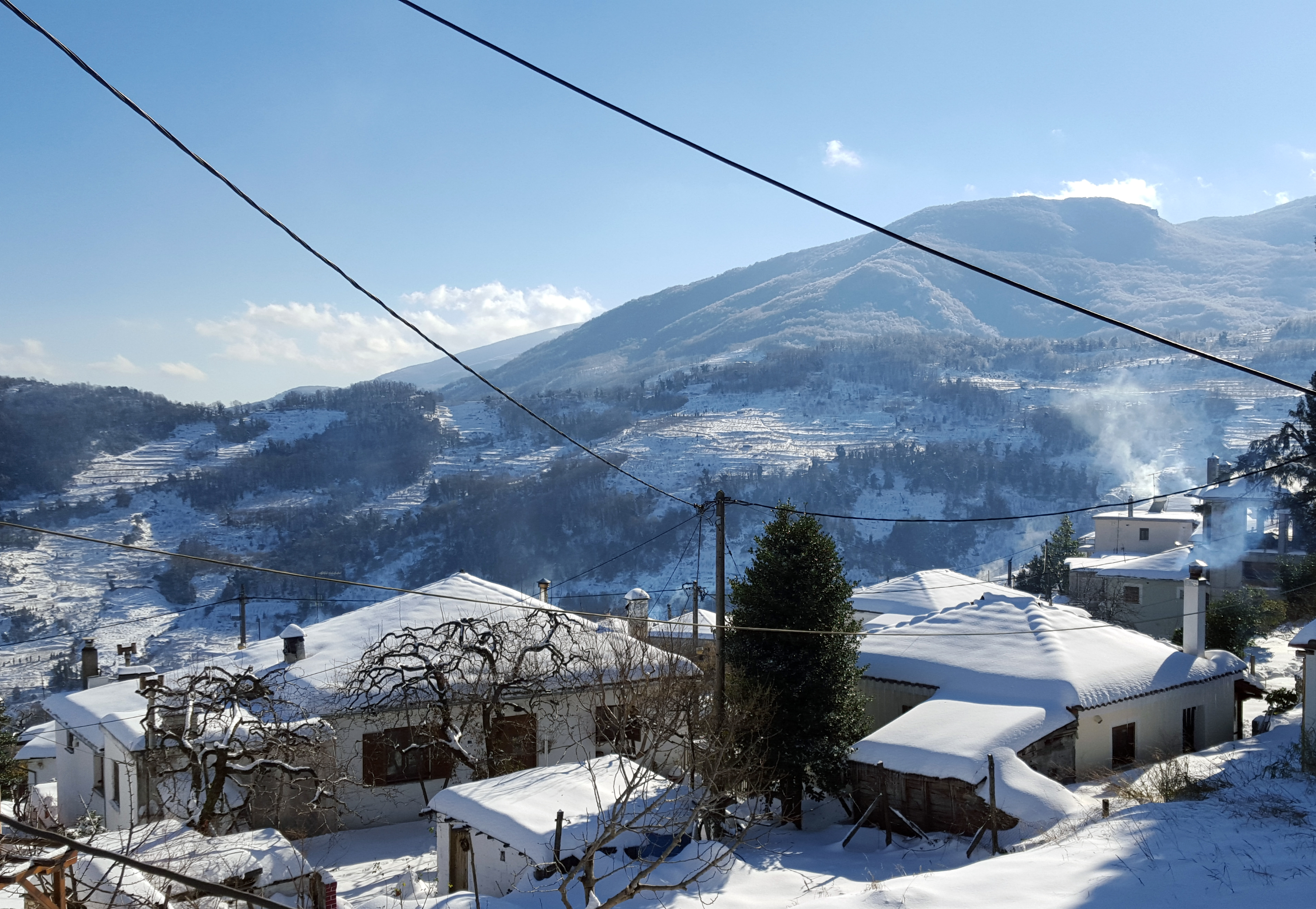
Zagora mit Schnee

Zagora (griechisch Ζαγορά, f. sg.) ist ein Ort im Pilio, Sitz der Gemeinde Zagora-Mouresi. Laut der Volkszählung von 2011 hat er 2074 Einwohner.

## Alt-Zagora (Σωτήρα-Ζαγορά)
Es gibt keine genauen Angaben über die Gründung des Ortes. In den Fabeln von Äsop wird erstmals ein Zagora erwähnt. Nach den Legenden lebte eine lautstarke, mächtige Kreatur mit Namen Zagorina in einer nahegelegenen Höhle, wo sie den Pelion bewachte. Sie ernährte sich von Menschen und trank Tsipouro. In Texten aus byzantinischer Zeit taucht dann wieder der Name Zagora auf, wo er für den Berg Pilio verwendet wird. In dieser Zeit entwickelte Zagora durch seinen Hafen Chorefto einen blühenden Handel und wurde als Handelsrepublik verwaltet mit direkten Beziehungen nach Venedig. Segler aus Zagora, Händler, Missionare und Entdecker reisten bis China und Südamerika.
In der Nähe des heutigen Ortes, etwas weiter südöstlich befindet sich ein Hügel, der als Paliokastro (gr. Παληόκαστρο) bezeichnet wird. Dort befinden sich Überreste aus byzantinischer Zeit und man hat auch Teile noch älterer Gebäude gefunden. Auf den umliegenden Feldern haben Bauern immer wieder Gräber, Tonwaren, Schwerter und Münzen mit Abbildungen der Argo gefunden. Die Funde weisen darauf hin, dass sich dort eine vorchristliche Siedlung befunden hat. Der Historiker Nikolaos Georgiadis (Νικόλαος Γεωργιάδης) identifiziert diese mit dem antiken Myrai (Μύραι), von dem Skylax spricht.
Der Kern der heutigen Ansiedlung war das Kloster Metamorphosis tou Sotiros (Μεταμορφώσεως του Σωτήρος, Verklärung des Herrn). Das Kloster selbst wurde 1160 gegründet und von den christlichen Kaisern reich ausgestattet. Es wurde durch ein Feuer im August 1887 zerstört. Rund um das Kloster entstanden die ersten Häuser von Alt-Zagora, welche zur Unterscheidung als Sotira Zagora (Σωτήρα Ζαγορά) bezeichnet wurden. Nach und nach entstanden weitere Stadtviertel: Agios Georgios (Αγίος Γεωργίος), Agias Kyriaki (Αγία Κυριακή) und Agia Paraskevi (Αγία Παρασκευή). Der Name Sotira Zagora herrschte bis in die zweite Hälfte des 16. Jahrhunderts vor, als sich der kürzere Name Zagora durchsetzte. Er war auf dem Bischöflichen Siegel und Stempeln zu finden.

## Nea Zagora (Νέα Ζαγορά)
Das neue Nea Zagora entwickelte sich seit dem 16. Jahrhundert mit großer Geschwindigkeit. Der Sultan Mehmed IV. förderte den Ort durch die Ansiedlung von Türken 1669. Das Gebiet wurde führend im Seidenhandel mit einer Produktion von bis zu 30.000 Okades (οκάδες) pro Jahr. Handelsbeziehungen bestanden mit Venedig, Dalmatien, dem Heiligen Römischen Reich und anderen europäischen Gebieten. Die Zagoriano waren Verkaufsschlager auf den europäischen Märkten und selbst in Frankreich.
Gleichzeitig entwickelte sich auch eine Woll-Industrie. Große Mengen Wolle wurden in Zagora auf den Markt gebracht (unter anderem fast die gesamte Produktion von Livadia). Diese wurde zu so genannten Argastiria (αργαστήρια) und Kapotes tis Zagoras (καπότες της Ζαγοράς) weiterverarbeitet.
Dieser florierende Handel erforderte eine große Handelsflotte. Die sogenannten Zagoriana Karavia (Ζαγοριανά καράβια) wurden selbst in der Dichtung besungen. Die Schiffe brachten die Waren zu vielen Häfen des Mittelmeeres wie Istanbul, Smirni und den großen Häfen Europas. Viele Zagorer Händler hatten Niederlassungen im Ausland oder wurden selbst in den Metropolen ansässig. Dieser Austausch hatte wiederum Einfluss auf die kulturelle Entwicklung der Stadt.

## Unter türkischer Herrschaft
Unter türkischer Herrschaft gab es bereits zwei Schulen in Zagora. Die erste, deren Gründungsdatum unbekannt ist, hatte ihren Ort im Kloster Metamorphosis tou Sotiros und wurde nur „Schule“ (Σχολείο) genannt. Es wurde nur Sprache (Lesen & Schreiben) unterrichtet. Die zweite, bekannt als  Ellinomousio (Ελληνομουσείο), wurde um 1702 im Kloster Agios Prodromos (Αγίος Προδρόμος) gegründet. Diese Schule war für ihre Lehrer und die herausragenden Schüler berühmt. Es wurden Griechisch, Mathematik, Physik, Astronomie, Geographie, Philosophie, Geschichte und fremde Sprachen unterrichtet. Der Patriarch Kallinikos III. (Καλλίνικος Δ΄ Κωνσταντινουπόλεως), der aus Zagora stammte, erweiterte die Schule 1762 mit der Unterstützung von Ioannis Prinkos (Ιωάννης Πρίγκος), eines Zagorianer Händlers und Philanthropen, der in Holland reich geworden war, und anderer wohlhabender Zagorer. Er richtete ein Internat ein, in dem Kinder aus armen Familien und aus der Umgebung aufgenommen wurden. Außerdem stattete er die Schule mit vielen Büchern aus, wodurch der Grundstein zur Bibliothek von Zagora gelegt wurde.
Zu denjenigen, die an der Schule unterrichtet wurden, zählen Anthimos Gazis (Άνθιμος Γαζής), Grigorios Konstantas (Γρηγόριος Κωνσταντάς), Rigas Feraios (Ρήγας Φεραίος), Filippos Ioannou (Φίλιππος Ιωάννου) und andere. Während der Griechischen Revolution wurden die Zagorer von Kyriakos Basdekis (Κυριάκος Μπασδέκης) angeführt. Sie versammelten sich am 5. Mai 1821 an der Hütte von Basdekis (heute: Chani Tou zisi – Χάνι του Ζήση) und zogen zusammen mit Filippos Ioannou nach Süden, wo sie sich mit Kämpfern aus anderen Dörfern verbündeten. Sie spielten eine wichtige Rolle bei der Belagerung von Volos, wo Basdekis schwer verwundet wurde. Im Aufstand des Pilion, im Januar 1878, war Zagora der Sitz der revolutionären Regierung unter Ieronymos Kassavetis (Ιερώνυμος Κασσαβέτης). Als der Aufstand mit englischen Kräften niedergeschlagen wurde, erreichte man jedoch, dass Thessalien im Vertrag von Berlin 1878 Griechenland zugesprochen wurde.
Heute ist Zagora ein bedeutendes ökonomisches Zentrum, vor allem durch den Anbau der Zagorer Äpfel. Die Genossenschaft (Αγροτικός Συνεταιρισμός) war eine der ältesten Kooperativen Griechenlands (gegründet 1916) und ein Vorbild für den Erfolg, der seit 1982 verzeichnet wird. Darüber hinaus ist Zagora durch die Verbindung von Berg und Meer ein wichtiges Touristenziel.

## Bedeutende Persönlichkeiten
Zagora hat viele bedeutende Persönlichkeiten hervorgebracht.
- Darunter sind zuerst der Patriarch Kallinikos III. (Kallinikos Lapatis), dessen Bruder Grigorios Bischof von Dimitriados-Zagoras (Γρηγορίου αρχιεπισκόπου Δημητριάδος-Ζαγοράς) war und Ioannis Prinkos zu nennen.
- Daneben Beamte in den Donaufürstentümern und lokale Wohltäter Konstantinos Maurikios (Barfuß) (Κωνσταντίνος Μαυρίκιος Ξυπόλητος), die Gebrüder Efstathios Lapatis und Georgios Lapatis (Ευστάθιος, Γεώργιος Λαπάται)
- Moisis Kritsis (Μωϋσής Κρήτσης), Gründer der Kritskiou Scholiou Zagoras (Κρητσκείου Σχολείου Ζαγοράς)
- Nikolaos Kritskis (Νικόλαος Κρήτσκης), Admiral der russischen Flotte
- Ioannis D. Kassvetis (Ιωάννης Δ. Κασσαβέτης), Gründer der Scholi Thileon (Σχολής Θηλέων Παρθεναγωγείου)
- Die Familie des Heerführers Basdekis (Μπασδέκης)
- Filippos Ioannou (Φίλιππος Ιωάννου), bekannt als „Professor der Griechischen Philosophie“ im 19. Jahrhundert (ο από καθέδρας Έλλην Φιλόσοφος του 19ου αιώνος) und Lehrer der Königin Amalie und für vierzig Jahre Professor an der Nationalen und Kapodistrias-Universität Athen
- Nikolaos Kostis (Νικόλαος Κωστής), Pharmakologe, Professor für Geburtshilfe und Arzt von Amalie und Otto
- Theodoros Arentoulis (Θεόδωρος Αφεντούλης) Pharmakologe und Arzt
- Alexander Pantos (Αλέξανδρος Πάντος), Gründer der Pantiou Scholi (Παντείου Σχολής).

Viele Zagorer lebten auch in Ägypten.